# Helmut Qualtinger
Helmut Qualtinger, né le 8 octobre 1928 à Vienne et mort le 29 septembre 1986 dans la même ville, est un acteur et écrivain autrichien.

## Biographie
Helmut Qualtinger obtient son plus célèbre rôle alors qu'il est gravement malade, dans le film Le Nom de la rose, dans lequel il joue Remigio de Varagine.

## Filmographie
- 1952 : Vienne, premier avril an 2000 (1. April 2000) : Vier im Jeep: Der Russe
- 1953 : Einsteigen bitte!
- 1953 : Fräulein Casanova
- 1953 : Einmal keine Sorgen haben : Kraps
- 1953 : Chanson immortelle (Hab' ich nur deine Liebe)
- 1954 : König der Manege : Mirko
- 1955 : Sonnenschein und Wolkenbruch
- 1955 : Du bist die Richtige : Orientalischer Fürst
- 1955 : Hanussen d'O.W. Fischer et Georg Marischka : Ernst Röhm
- 1957 : Das Abgründige in Herrn Gerstenberg (TV) : Der Schlechtere
- 1957 : Scherben bringen Glück : Wollner, Direktor vom Revuetheater
- 1958 : Man müßte nochmal zwanzig sein
- 1959 : Mikosch im Geheimdienst : Oberst Fedor Fedorowitsch Ganiew
- 1959 : La Belle et l'empereur (Die Schöne Lügnerin) : Geheimpolizist Zawadil / Detective Zawadil
- 1960 : Mit Himbeergeist geht alles besser : Seppl Reber
- 1961 : Geschichten aus dem Wienerwald (TV) : Herr Oskar
- 1961 : Die Kurve (TV)
- 1961 : Mann im Schatten : Dr. Radosch, Oberpolizeirat
- 1961 : Der Herr Karl (TV) : Herr Karl
- 1963 : Biedermann und die Brandstifter (TV) : Schmitz - ein Ringer
- 1964 : Geschichten aus dem Wienerwald (TV)
- 1965 : Der Himbeerpflücker (TV) : Konrad Steisshäuptl
- 1965 : Radetzkymarsch (TV) : Kapturak
- 1965 : Lumpazivagabundus : Knieriem, ein Schustergeselle
- 1966 : Die Hinrichtung (TV) : Engel
- 1966 : Samba (TV)
- 1967 : Umsonst (TV)
- 1967 : Der Paukenspieler : Ferry
- 1968 : Le Château (Das Schloß) : Burgel
- 1969 : Kurzer Prozeß (TV) : Pokorny
- 1969 : Tagebuch eines Frauenmörders (TV) : Rudi Böhm
- 1969 : Die Geschichte der 1002. Nacht (TV) : Ignaz Trummer
- 1970 : Das Weite Land (TV) : Natter
- 1970 : Passion eines Politikers (TV) : Nationalrat Bröschl
- 1971 : Geschäfte mit Plückhahn (TV) : Erwin Plückhahn
- 1971 : Das Falsche Gewicht (TV) : Anselm Eibenschuetz
- 1971 : Die Heilige Johanna (TV) : Ein englischer Soldat
- 1974 : Krankensaal 6 : Ragin
- 1974 : Der Kulterer
- 1975 : Pudels Kern, Des (TV) : Franz Melanchton
- 1975 : Eiszeit : Fitler / Old Officer
- 1975 : Double Jeu (Der Richter und sein Henker) de Maximilian Schell : Von Schwendi
- 1976 : Köznapi legenda (TV) : János Áment
- 1976 : MitGift : Kommissar Huck
- 1976 : Alpensaga, Teil 1 - Liebe im Dorf (TV) : Allinger
- 1977 : Le Retour de Mulligan (Mulligans Rückkehr) (TV) : Mulligan
- 1977 : Abelard
- 1977 : Alpensaga, Teil 2 - Der Kaiser am Lande (TV) : Allinger
- 1977 : Alpensaga, Teil 3 - Das große Fest (TV) : Allinger
- 1978 : Feuerwasser (TV)
- 1979 : Légendes de la forêt viennoise (Geschichten aus dem Wienerwald)  : Zauberkönig
- 1979 : Grandison : Pfister
- 1986 : Das Diarium des Dr. Döblinger
- 1986 : Le Nom de la rose (Der Name der Rose) : Remigio da Varagine